# Yōsuke Ikehata
Pour les articles homonymes, voir Ikehata.
Yōsuke Ikehata (池端 陽介, Ikehata Yōsuke) est un footballeur japonais né le 7 juin 1979. Il évolue au poste de défenseur.

## Biographie
Yōsuke Ikehata joue principalement en faveur du Ventforet Kōfu, club où il reste neuf saisons.
Avec cette équipe, il est vice-champion de J-League 2 en 2010.